# Lennart Pehrsson
Anders Lennart Pehrsson, född 27 februari 1919 i Maria Magdalena församling i Stockholm, död 16 mars 1992 i Kristinehamns församling i Värmlands län, var en svensk ingenjör och företagsledare.
Lennart Pehrsson var son till byråsekreteraren Robert Pehrsson och Elsa Hertzman. Efter studentexamen 1938 gick han på Kungliga Tekniska högskolan till 1944 och blev han mariningenjör samma år. Han blev chef för propellerlaboratoriet vid Karlstads Mekaniska Werkstad i Kristinehamn 1946, gick över till propelleravdelningen i Karlstad 1953 och blev direktör vid Kristinehamnsverken 1963. Han var medlem i Svenska Teknologföreningen, Int Towing Tank Conference och Cavitation Comm 1948–1958. Han var författare till Controllable Pitch Propellers (1958), Model Test With Bow-Jet (Bow-Sleeving) Screw Propellers (1960) och Zur Konstruktion und Verwendung des heutigen Verstellpropellers für Schiffe (1963).
Han var från 1946 gift med Gunri Hallen (1919–1984), dotter till montören Karl Viktor Hallen och Emma Elvira Hildegard Lindström. De fick barnen Margareta (1947–2008), Anders (född 1949), Kerstin (född 1954) och Selma (född 1959). Lennart Pehrsson är gravsatt i minneslunden på Brännkyrka kyrkogård.